# جولای پرپولکی

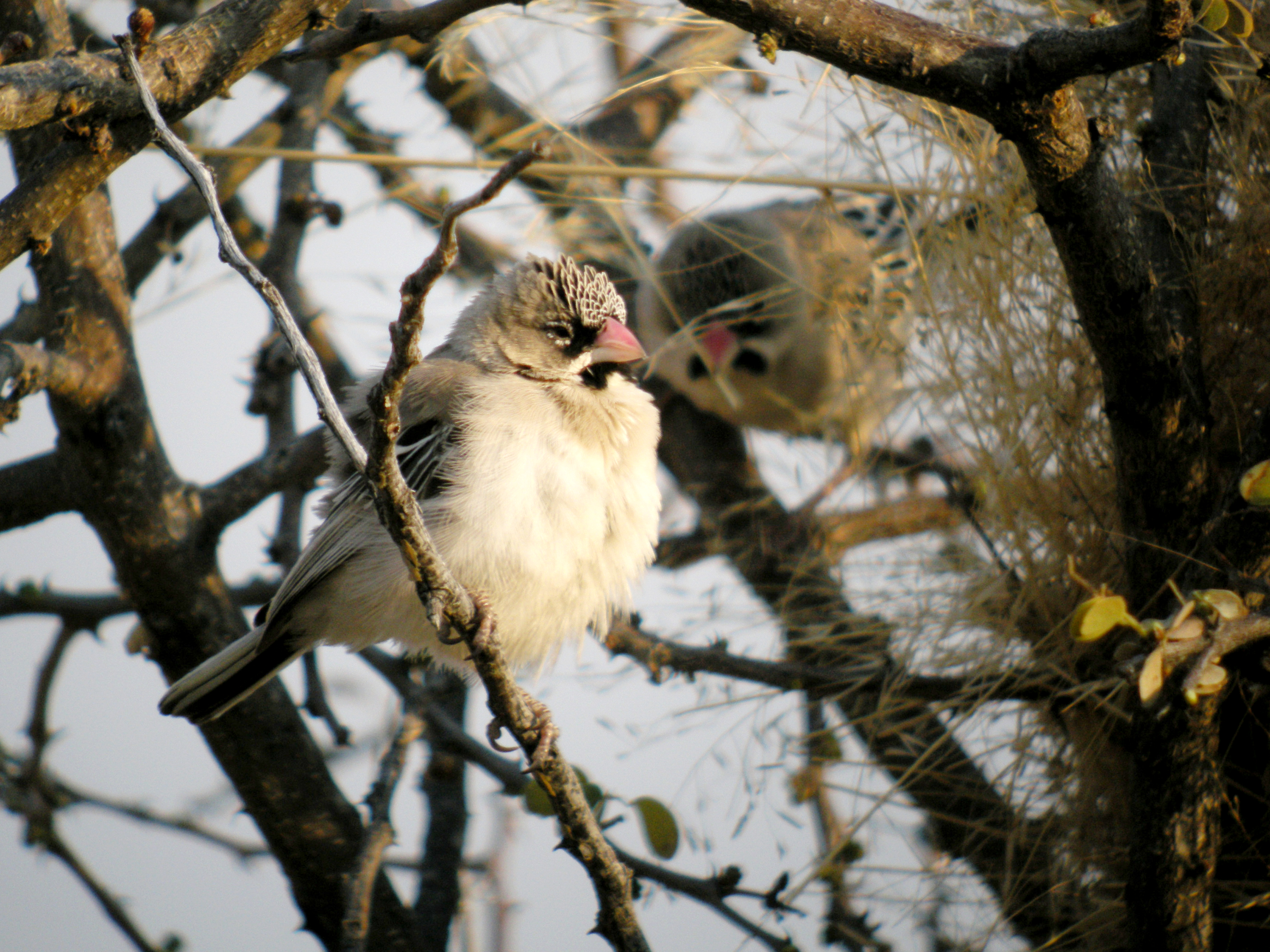
جولای پر پولکی

جولای پرپولکی (نام علمی: Sporopipes squamifrons) نام یک گونه از سرده دانه‌جوها است.